# Chaetocnema balanomorpha
Chaetocnema balanomorpha is een keversoort uit de familie bladkevers (Chrysomelidae). De wetenschappelijke naam van de soort werd in 1859 gepubliceerd door Anatole Auguste Boieldieu.